# Peter Gemein
Peter Gemein (* 14. September 1963) ist ein ehemaliger deutscher Fußballspieler, der für den FC Remscheid 65 Zweitligapartien bestritt.

## Karriere
Der Offensivspieler Gemein war im jungen Erwachsenenalter im Amateurfußball aktiv und schloss sich im Vorfeld der Saison 1987/88 dem einstigen Bundesligisten MSV Duisburg an. Mit dem Verein spielte er in der drittklassigen Oberliga Nordrhein um den Wiederaufstieg in die 2. Bundesliga, konnte sich in einer Offensive rund um Akteure wie Michael Tönnies allerdings keinen Stammplatz erkämpfen. Bereits nach einem Jahr mit acht bestrittenen Partien und drei eigenen Treffern verließ er den Verein wieder.
Im Sommer 1989 unterschrieb er beim BVL 08 Remscheid, welcher ebenfalls in der Oberliga Nordrhein antrat. Ein Jahr darauf wurde er nach dessen Fusion mit dem Lokalrivalen BV 08 Lüttringhausen zum FC Remscheid in das Team des neugegründeten Vereins übernommen. 1991 gelang der Aufstieg in die Nordgruppe der 2. Bundesliga, welche aufgrund der Eingliederung der ostdeutschen Vereine übergangsweise in zwei Staffeln ausgetragen wurde. Am 23. Juli 1991 erreichte Gemein bei einer 2:5-Niederlage gegen Blau-Weiß 90 Berlin sein Zweitligadebüt und hatte damit den Sprung in den Profifußball geschafft. In der nachfolgenden Zeit wurde er regelmäßig aufgeboten, erzielte insgesamt sieben Tore und verpasste lediglich aufgrund einer Rotsperre einmal mehrere Partien hintereinander. Letztlich hielt er sich mit der Aufstiegself in der Liga, welche 1992/93 wieder eingleisig mit 24 Mannschaften ausgetragen werden sollte. Da eine Verkleinerung der Spielklasse anstand, waren sieben Absteiger vorgesehen und Remscheid hatte sich unter seiner Mitwirkung im Abstiegskampf zu behaupten. Als unangefochtener Stammspieler verpasste er keine Partie, kam mit seiner Mannschaft aber nicht über den 23. Tabellenrang hinaus und musste infolgedessen den Abstieg hinnehmen. Damit endete nach 65 Zweitligapartien mit elf Treffern seine Profilaufbahn. Dem FC Remscheid blieb er anschließend noch bis 1996 treu.
Seine Karriere ließ er als Spielertrainer im Amateurbereich ausklingen. Vereine waren u. a. GKSC Hürth, BC Berrenrath und die SpVg Frechen 20.
Außerdem spielt Gemein heute noch für die Traditionsmannschaft von Bayer 04 Leverkusen.